# L=A=N=G=U=A=G=E
L=A=N=G=U=A=G=E foi uma revista de poesia de vanguarda editada nos Estados Unidos por Charles Bernstein e Bruce Andrews. Circulou de 1978 a 1981 em 13 edições. Apesar de sua curta duração, influencia até hoje os chamados "poetas L=A=N=G=U=A=G=E", como Ray DiPalma, Ron Silliman, Michael Palmer e Bob Perelman.